# Kršćanska filozofija
Kršćanska filozofija je disciplina unutar teologije i filozofije. Polazi od naravne spoznaje ljudskog razuma, za razliku od teološkog polazišta objave. 
Ranokršćanski apologeti (Justin, Klement Aleksandrijski, Origen, Tertulijan) držali su grčke filozofe pretečama kršćanstva, a filozofija im je omogućavala dublje poimanje objave i vjere. U tzv. otačkom razdoblju (Ambrozije, Augustin, Grgur Nazijanski, Grgur Niski) u metafizičkim će razmišljanjima prevladati platonistički i neoplatonistički utjecaj, a u etici stoički. 
U skolastici je pak prevladavao aristotelizam, iako je kršćanska filozofija u suštini neoplatonistička. Skolastička filozofija (Ivan Škot Erjugena, Roscelin, Petar Abelard, Hugo od sv. Viktora, Albert Veliki, Toma Akvinski, Ivan Duns Škot, William Occam, Bonaventura, Anzelmo Canterburyjski), u službi teologije, osobito tomizma i škotizma, obilježit će kršćansku misao srednjeg vijeka. U novom vijeku filozofija se osamostaljuje i njezini protagonisti nisu isključivo teolozi. U XVI. stoljeću prevladavaju humanisti (Toma More, Erazmo), dok religiozni kršćanski mislioci XVII. i XVIII. stoljeća (Nicolas Malebranche, Blaise Pascal, Gottfried Leibniz) tragaju za novom apologetikom i teodicejom. 
U XIX. stoljeću kršćanska filozofija budi se i u Rusiji (Vladimir Solovjov, Fjodor Mihajlovič Dostojevski), a Danac Søren Kierkegaard nagovješćuje kršćanski egzistencijalizam i personalizam XX. stoljeća (Miguel de Unamuno, Gabriel Marcel, Emmanuel Mounier, Karl Jaspers, Paul Tillich, Nikolaj Berdjajev). Uza službeni novotomizam (Jacques Maritain), u katoličku filozofiju prodiru i neoskolastičke metode (Maurice Blondel, Charles Péguy, Emmanuel Mounier).
U Hrvatskoj je začetnik kršćanske filozofije bio mons. Antun Mahnić, krčki biskup, koji je u Krku od 1903. do 1910. godine izdavao Hrvatsku stražu, časopis za kršćansku filozofiju. Mnogi hrvatski katolički laici istaknuli su se kao kršćanski filozofi: Đuro Arnold, Ljubomir Maraković, Ivan Merz i dr.

## Poveznice
- Kršćanstvo
- Filozofija
- Kršćanska umjetnost
- Kršćanska glazba
- Teologija
- Egzistencijalizam
- Kršćanska politika

| Portal:Kršćanstvo | Portal: Kršćanstvo |